# Eiko Masuyama
Eiko Masuyama, all'anagrafe Tomoko Masada (Tokyo, 22 aprile 1936 – Tokyo, 20 maggio 2024), è stata una doppiatrice giapponese, che lavorò per la Aoni Production.

## Biografia
Eiko Masuyama doppiò nella sua carriera, tra gli altri, i personaggi di Fujiko Mine in Lupin III (dal 1969 al 2010), Honey Kisaragi in Cutie Honey e Bakabon's Mama in Tensai Bakabon. Ricevette nel 2017 al Tokyo Anime Award Festival un riconoscimento.

## Televisione

### Doppiaggio
- Fujiko Mine in Lupin III (voce ufficiale dal 1969 al 2010)
- Midori in Mimì e la nazionale di pallavolo
- Honey Kisaragi in Cutie Honey
- Bollicina in Le fiabe di Andersen
- La Madre di Aika nelle prime serie di Hello! Spank
- Chappy in Chappy
- Heidi in Heidi diventa principessa
- La strega in Capitan Harlock - L'Arcadia della mia giovinezza
- Tatsuko in The Monkey
- Joan Randall in Capitan Futuro
- Fusae Kinoshita in Detective Conan
- Milady in D'Artacan
- Pāko/Sumire Hoshino in Superkid eroe bambino
- Snow Kaguya in Sailor Moon S
- Kaiko in Carletto il principe dei mostri
- Bakabon's Mama in Tensai Bakabon
- Fiam e Bera in Devilman